# Bogyiszló
Bogyiszló là một thị trấn thuộc hạt Tolna, Hungary. Thị trấn này có diện tích 55,93 km², dân số năm 2010 là 2235 người, mật độ 40 người/km².